# Світовідношення
Світовіднóшення — індивідуалізований прояв властивостей людини, її ставлення до життя як цінності, до світу природи і світу людей. Світовідношення слід розглядати як внутрішній простір буття екзистенціалів, смисложиттєву цінність та вимір духовного світу особистості. Світовідношення містить у собі не тільки усвідомлену оцінку буття, але й інтуїтивні форми його пізнання. Світовідношення органічно пов'язане та взаємообумовлене світоглядом особистості.